# Protect the Coven
Protect the Coven es el decimoprimer episodio de la tercera temporada y trigésimo sexto episodio a lo largo de la serie de televisión estadounidense antológica American Horror Story. El episodio fue escrito por Jennifer Salt y dirigido por Bradley Buecker. Se estrenó el 15 de enero de 2014 en Estados Unidos por el canal de televisión por cable FX.
En este episodio, Fiona (Jessica Lange) y Marie Laveau (Angela Bassett) se enfrentan con La Corporación, mientras que Cordelia (Sarah Paulson) hace un sacrificio desesperado para proteger al aquelarre. Angela Bassett, Gabourey Sidibe y Danny Huston son estrellas invitadas como Marie Laveau, Queenie y el hachero, respectivamente. Este episodio está clasificado como TV-MA (LV).

## Argumento

### 1830
Recién llegada a Nueva Orleans desde París, Delphine LaLaurie (Kathy Bates) está preocupada de que se aburrirá y no estará satisfecha intelectualmente. Ella decapita un pollo para la cena y está fascinada por la sangre. Más tarde encuentra a un esclavo en el ático con una pierna gravemente herida, que le sale sangre de la herida. Ella pretende ayudar, pero en cambio lo deja inconsciente y lo ata, y comenta que le va a gustar en Nueva Orleans.

### 2014
En el cementerio, Fiona (Jessica Lange) hace un elogio para Nan (Jamie Brewer), quien "cayó en la bañera", que incluye una mención de la nueva unión con Marie (Angela Bassett). Queenie (Gabourey Sidibe) llega con Delphine atada, para consternación de Marie y Fiona. David (Mike Colter) informa al padre de Hank, Harrison Renard (Michael Cristofer), que el NOPD identificará a Hank como un veterano sin hogar con TEPT. Harrison quiere un indulto de las brujas y llama para concertar una reunión con Fiona.
Delphine reflexiona internamente sobre su infancia, mientras que otros miembros de la familia la ignoraban o se burlaban de ella (excepto por el hecho de que Myrtle soltaba su comida). Marie amenaza lo que le hará a Delphine en el futuro. Un jardinero negro que sangra le recuerda a Delphine lo que solía alimentar su alma y ella lo tortura mientras él está atado y amordazado. Kyle (Evan Peters) observa mientras Zoe (Taissa Farmiga) realiza un hechizo frente a una bañera que revela que Fiona y Marie mataron a Nan. Madison (Emma Roberts) entra y comienza una pelea por su ménage à trois. Myrtle (Frances Conroy) se entromete, y Madison avisa a todos que se harán cambios y que las puntuaciones se resolverán cuando se convierta en la nueva Suprema.
El hachero juega mientras Fiona se viste en su apartamento. Él sugiere que vayan a vivir a la granja de su familia después de matar a la nueva Suprema. Ella acepta, pero le pide que le haga un pequeño favor. El fantasma de Spalding (Denis O'Hare) se le aparece a Delphine mientras envuelve el cadáver del jardinero. Él sugiere que ella puede recuperar su mortalidad matando a Marie y le ofrece ayuda si le consigue un objeto especial. Cordelia (Sarah Paulson) trata de darle la bienvenida de nuevo a Queenie al Aquelarre, pero una Queenie enojada no quiere nada de eso. Ella le muestra a Cordelia la bala de plata con la que Hank le disparó antes de que ella lo matara. Ella dice que ha ganado nuevos poderes y puede incluso ser la nueva Suprema.
En el invernadero, Cordelia prepara una poción para restaurar su Segunda Vista, pero falla. Luego se perfora cada ojo con un par de tijeras de jardinería. Fiona busca a Cordelia y encuentra a Myrtle, quien le dice que Cordelia ahora es un héroe. Ella dice que Cordelia sacrificó sus ojos para recuperar la vista y proteger al Aquelarre. Myrtle amenaza a Fiona con que Cordelia la lea y la exponga. Fiona casi lo hace, pero se da la vuelta para bajar las escaleras. Delphine le da a Spalding el artículo que quería, una muñeca de diseño muy cara. Él le da un paquete de Benadryl, diciéndole que disuelva unas pastillas en la bebida de Marie y que no diga en voz alta el nombre de la poción muy poderosa.
Myrtle le dice a Zoe que se escape con Kyle mientras ella todavía pueda. Ella le da una pieza única y costosa de joyas para conseguir fondos, pero Zoe no quiere irse. Myrtle le recuerda que hay enemigos por todas partes y ella debe irse. Zoe lo considera. Los hombres de Delphi Trust llegan para una reunión con Fiona y Marie. Los hombres repararán a Marie y una tregua de 100 años a cambio del fin del asedio mágico. Fiona responde con una demanda por la disolución de los cazadores de brujas, una casa y un jet privado o que todos simplemente mueren. El camarero se revela como el hachero y mata a todos los hombres excepto a Harrison, quien dice que matarlos no terminará la guerra y le dice a Fiona que se vaya al infierno. Fiona le corta la garganta con el hacha del hachero.
Después de que Fiona va a encontrarse con el hachero, Marie insulta a Delphine mientras bebe un cóctel de Benadryl. Delphine la apuñala, pero Marie saca el cuchillo y le dice a Delphine que es una tonta por intentar matarla con un antihistamínico. Mientras persigue a Delphine, Spalding sale y la golpea en la cabeza con su muñeca, tirándola por las escaleras. Él le dice a Delphine que ella era la única a la que podía engañar para que lo ayudara y sugiere que ella entierre a Marie de una manera que nunca podrá escapar, ya que Marie es inmortal y no puede ser asesinada. Vuelve a jugar con el bebé robado de Marie. Zoe quiere que Kyle haga las maletas para escapar. Él se niega al principio, pero ella insiste, y las dos toman un autobús a Orlando.

## Recepción

### Audiencia
El episodio fue visto por 3.46 millones de espectadores en su estreno en Estados Unidos, recibiendo 1.9 millones entre los espectadores entre 18-49 años, una disminución con respecto al episodio anterior.

### Crítica
El sitio web del agregador de reseñas Rotten Tomatoes le dio una calificación de aprobación del 79% para el episodio, basándose en 14 reseñas, con una calificación promedio de 7.05/10. El consenso del sitio web dice: ""Protect the Coven" establece satisfactoriamente la mesa para el final de temporada con una cuota bruta adecuada cuyo punto de trazado adicional hace que su trama difícil de seguir sea aún más confusa." Dennis Perkins de The A.V. Club le dio al episodio una calificación de B+. Matt Fowler, de IGN, le dio al episodio una calificación de 7.2/10 y dijo: "En "Protect the Coven" el final de la historia del cazador de brujas fue decepcionante."